# Životní podmínky (statistika)
Šetření s názvem European Union – Statistics on Income and Living Conditions (EU-SILC) se pro Českou republiku stalo závazné s jejím vstupem do Evropské unie. Od roku 2005 Český statistický úřad šetření pravidelně zajišťuje na území České republiky pod názvem Životní podmínky. Toto šetření je prováděno i ostatními národními statistickými úřady v zemích EU. Cílem a smyslem šetření je získat srovnatelná data pro hodnocení sociální a ekonomické situace obyvatel v jednotlivých členských zemích EU. Šetření EU-SILC je cenným zdrojem např. údajů o životní úrovni obyvatelstva či o struktuře populace ohrožené příjmovou chudobou, resp. sociálním vyloučením. 
Na národní úrovni představují výsledky zdroj údajů pro nastavení sociální politiky státu, zároveň slouží jako podklad pro hodnocení sociální politiky.